# Plesiastrea
Plesiastrea versipora es una especie monotípica del género de corales Plesiastrea, que pertenece a la familia Scleractinia incertae sedis, dentro de la clase Anthozoa.

El Registro Mundial de Especies Marinas contempla en el género la especie Plesiastrea indurata Verrill, 1866, pero dentro de la categoría nomen dubium, por lo que la única especie aceptada como válida es P. versipora.
Son corales hermatípicos, constructores de arrecifes en aguas tropicales del océano Indo-Pacífico, desde la costa este africana hasta las costas chilenas del Pacífico.

## Morfología
Los corales Plesiastrea forman colonias masivas, submasivas, aplanadas y frecuentemente lobuladas, semi-esféricas o incrustantes. En aguas superficiales expuestas desarrollan formas redondeadas o lobuladas, mientras que a menor intensidad de luz son aplanadas. Pueden formar colonias de varios metros de ancho.
Los coralitos se disponen en forma plocoide sobre la superficie de la colonia, lo que significa que tienen sus propios muros, no fusionados con los coralitos contiguos, pero unidos a éstos por láminas llamadas costa. Los cálices son circulares, de 2 a 4 mm de diámetro, y se disponen sobre la superficie de la colonia bien compactados. Los septos son exsertos y con las paredes estriadas. Cuentan con un claro círculo de grandes lóbulos paliformes que rodean una columela pequeña, y que son distintivos de la especie.
Los pólipos se extienden durante la noche, y en ocasiones, durante el día. Tienen un círculo simple de tentáculos cortos, que son de dos tamaños alternantes. 
La gama de colores abarca el marrón, verde, crema o amarillo; más pálidos en los trópicos, y colores brillantes de verde o marrón en áreas de altas latitudes. También en altas latitudes las colonias alcanzan los 3 m, pero en los trópicos son más pequeñas.

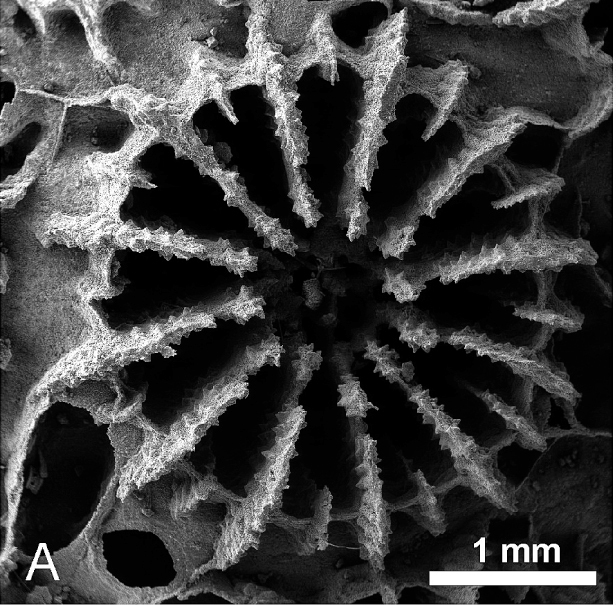
Vista calicular de coralito de P. versipora con microscopio digital a 99x
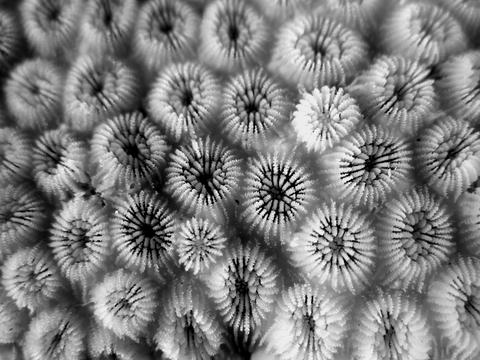
Disposición de los coralitos en el corallum
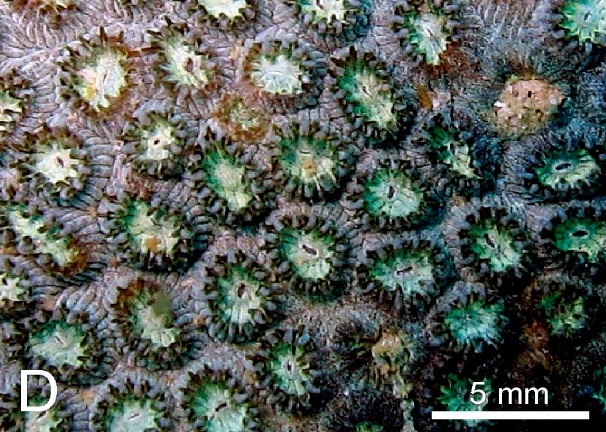
Vista de pólipos de P. versipora

## Alimentación
Contienen algas simbióticas, mutualistas (ambos organismos se benefician de la relación) llamadas zooxantelas. Las algas realizan la fotosíntesis produciendo oxígeno y azúcares, que son aprovechados por los pólipos, y se alimentan de los catabolitos del coral (especialmente fósforo y nitrógeno). Esto les proporciona entre el 70 y el 95% de sus necesidades alimenticias. El resto lo obtienen atrapando del plancton minúsculos copépodos, anfípodos y huevos de otros animales, empleando sus tentáculos; así como de materia orgánica disuelta en el agua, que obtienen al aspirarla por la boca cuando expanden sus tejidos.

## Reproducción
Se reproducen sexualmente lanzando al exterior sus células sexuales, siendo por tanto la fecundación externa. El desove masivo de las colonias ocurre en verano, durante tres noches, dependiendo de la fase lunar. El tamaño de la colonia no influye en el número de huevos o esperma por pólipo, ni en la cantidad de testículos por pólipo.
Los huevos una vez en el exterior, permanecen a la deriva arrastrados por las corrientes varios días. En su interior contienen agentes bloqueantes de radiación ultravioleta para protegerles durante su fase planctónica.
Más tarde se forma una larva plánula que, tras deambular por la columna de agua marina, y, según estudios de biología marina, en un porcentaje de supervivencia que oscila entre el 18 y el 25 %, debido a factores físicos, como el viento, el oleaje o la salinidad, y biológicos, como la abundancia de predadores, cae al fondo, se adhiere a él y comienza su vida sésil. Entre el asentamiento y las larvas recién asentadas la mortalidad es muy alta. Una vez asentadas, las larvas se metamorfosean a pólipo, secretando carbonato cálcico para conformar un esqueleto, o coralito.  
Posteriormente, los pólipos se reproducen por gemación, en su caso solamente de tipo extracalicular, dando origen a la colonia.

## Galería

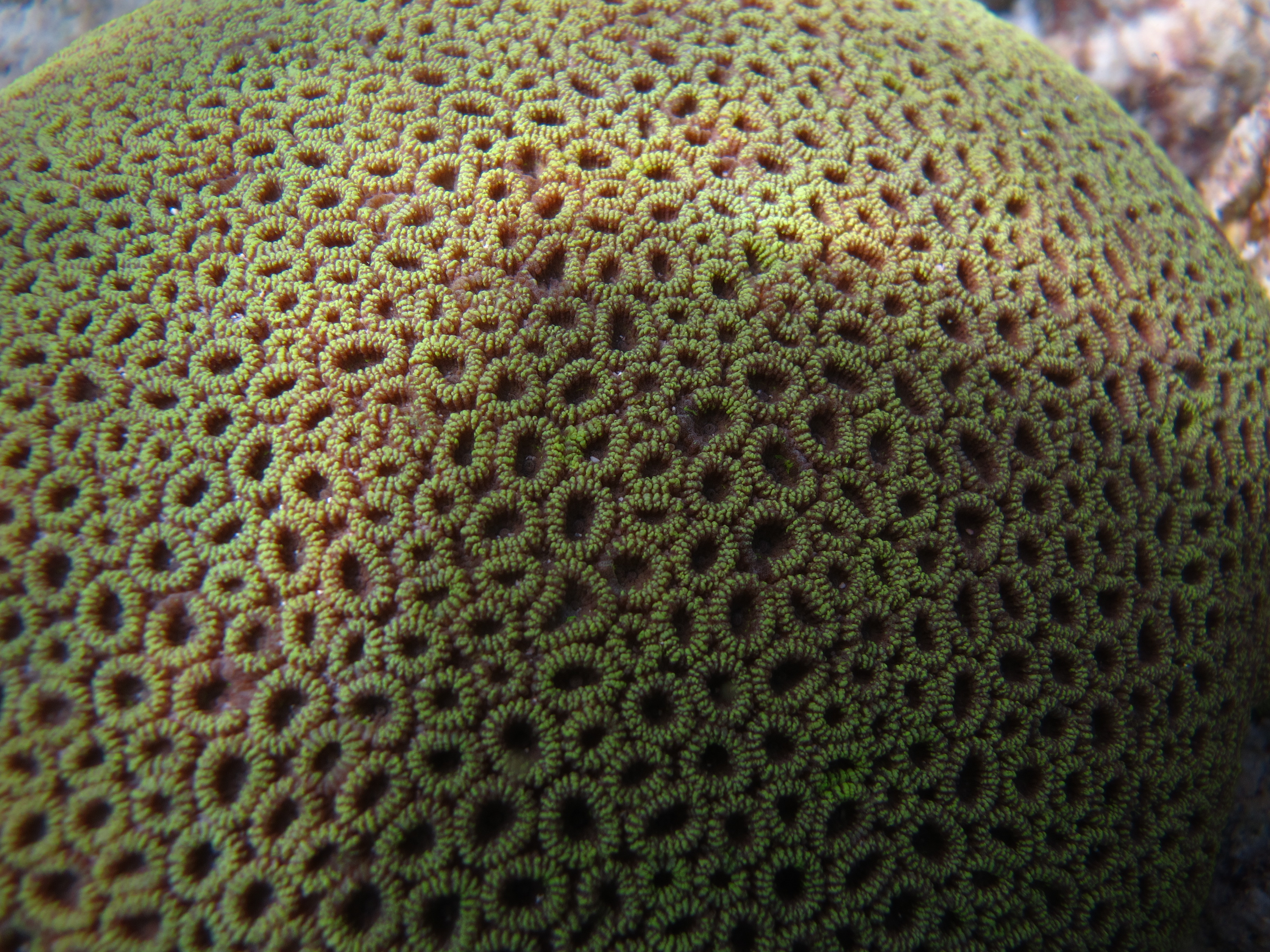
Vista macro de colonia esférica de P. versipora en el atolón Baa
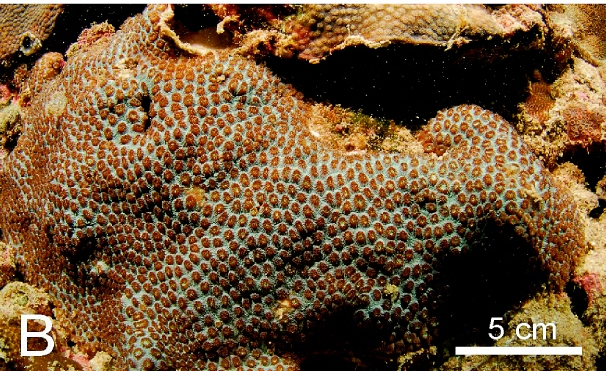
Forma incrustante en Balhaf, Yemen
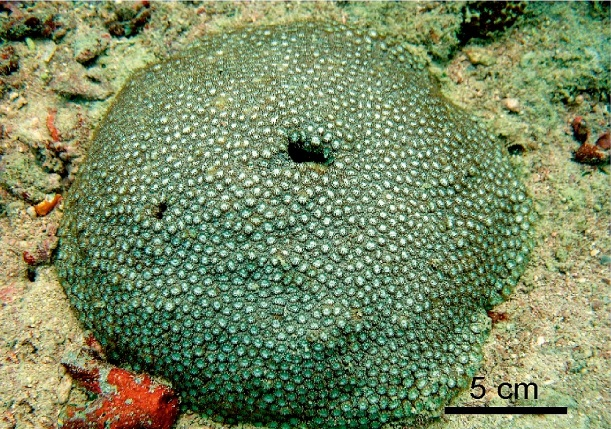
Colonia semi-esférica en isla Kamarán, Yemen
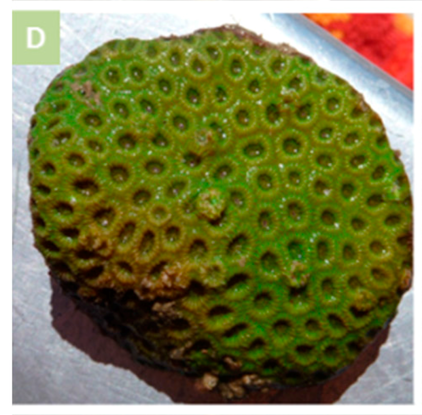
P. versipora en Roe Reef, Australia
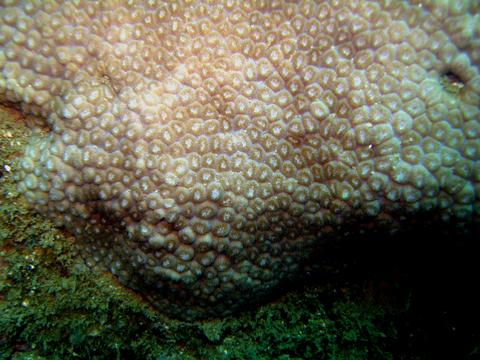
P. versipora en el Pacífico sudoeste

## Hábitat
Viven en la mayor parte de los distintos hábitats del arrecife, tanto en lagunas, como en canales, laderas exteriores o parte anterior, pero prefieren zonas sombreadas, tales como bajo salientes. Se reportan localizaciones entre 0 y 40 m de profundidad, y en un rango de temperatura entre 17.86 y 28.47 °C.

## Distribución
Se distribuyen ampliamente en el océano Indo-Pacífico, desde las costas orientales de África, incluyendo el mar Rojo y el golfo de Adén, todo el Índico este y el Pacífico oeste y central tropicales, incluyendo las costas de Nueva Zelanda al sur, y Filipinas y Japón al norte, hasta las costas de Chile, en el Pacífico este.
Es especie nativa de  Arabia Saudí; Australia; Baréin; Birmania; Camboya; Chagos; Chile; China; islas Cocos (Keeling); Comoros; islas Cook; Egipto; Emiratos Árabes Unidos; Eritrea; Filipinas; Fiyi; Guam; India; Indonesia; Irán; Irak; Israel; Japón; Jordania; Kenia; Kiribati; Kuwait; Madagascar; Malasia; Maldivas; islas Marianas del Norte; islas Marshall; Mauricio; Mayotte; Micronesia; Mozambique; Nauru; isla de Navidad; Nueva Caledonia; Nueva Zelanda; Niue; isla Norfolk; Omán; Pakistán; Palaos; Papúa Nueva Guinea; Pitcairn; Polinesia Francesa; Catar; Reunión; Samoa; Samoa Americana; Seychelles; Singapur; islas Salomón; Somalia; Sri Lanka; Sudáfrica; Sudán; Tailandia; Taiwán; Tanzania; Tokelau; Tonga; Tuvalu; Vanuatu; Vietnam; Wallis y Futuna; Yemen y Yibuti.

## Conservación y amenazas
La Lista Roja de Especies Amenazadas de la Unión Internacional para la Conservación de la Naturaleza califica esta especie como de Preocupación menor  ver 3.1, a partir de una evaluación de 2008. No obstante, el creciente aumento de la temperatura del mar está incrementando dramáticamente la muerte de corales por blanqueo en todo los océanos, y las proyecciones actuales de los expertos auguran para todo el siglo XXI episodios anuales severos de blanqueo de corales en el 99% de los arrecifes de todo el mundo. De hecho, recientes estudios han constatado que en 2016 ha muerto aproximadamente el 35% de los corales en 84 áreas de las secciones norte y centro de la Gran Barrera de Coral australiana, debido al blanqueo de coral producido por el aumento de la temperatura del mar. También durante 2016, el principal arrecife de Japón, en el archipiélago de Okinawa, sufrió una decoloración por blanqueo del 70% de su extensión, y el arrecife más septentrional del mundo, situado frente a las costas de la isla japonesa de Tsushima, dónde sus aguas templadas suelen evitar episodios de blanqueo, ha sido afectado por primera vez en el 30% de su extensión, según afirma un estudio realizado en diciembre de 2016 por el Instituto Nacional de Estudios Medioambientales de Japón (NIES).
P. versipora es un coral común, pero en las últimas décadas ha descendido notablemente, y en determinadas zonas continua en declive, debido al blanqueo de coral producido por el calentamiento global. Y dado el que está comprobado que el aumento de la temperatura de la superficie marina supone un incremento directo de las enfermedades de los corales,  la previsión de la población global de la especie es decreciente.
Las amenazas incluyen: enfermedades como el blanqueo de coral; los daños de tormentas; la sobre-pesca; el turismo sin control, y la actividad humana. Todos estos factores han creado un efecto sinérgico que disminuye en gran medida la supervivencia y el éxito reproductivo del coral. La recuperación natural de los corales es un proceso lento, y se dificulta porque hay muchos inhibidores que influyen en su supervivencia.
En general, la mayor amenaza para la supervivencia de los corales es el cambio climático global, en particular el aumento de la temperatura del agua, que provoca el blanqueo de los corales, incrementa la susceptibilidad a las enfermedades, la severidad del fenómeno climático El Niño-Oscilación del Sur, y la acidificación del océano. Por otro lado, las enfermedades coralinas han emergido como una seria amenaza para los arrecifes de coral en todo el mundo y una causa mayor para el deterioro de los mismos, habiéndose incrementado notablemente en la última década.
Las medidas recomendadas para la conservación de esta especie incluyen la investigación en taxonomía, la población, la abundancia y tendencias, el estado de la ecología y hábitat, amenazas y resistencia a las amenazas, la acción de restauración; identificación, creación y gestión de nuevas áreas protegidas; expansión de las áreas protegidas; gestión de la recuperación; y gestión de la enfermedad, y los parásitos patógenos. La propagación artificial y técnicas como la criopreservación de gametos pueden ser importantes para la conservación de la biodiversidad de corales.
P. versipora está incluida en el Apéndice II de CITES, lo que significa que en los países firmantes de este tratado se requiere un permiso, tanto para su recolección, como para su comercio. En Estados Unidos está prohibida la recolección de corales para fines comerciales.